# Jeorjupoli

Panorama Jeorjupoli o świcie - nad miastem widoczne Góry Białe (Lefka Ori)

Jeorjupoli (gr. Γεωργιουπόλη) – miejscowość w Grecji, na Krecie, w administracji zdecentralizowanej Kreta, w regionie Kreta, w jednostce regionalnej Chania, w gminie Apokoronas. W 2011 roku liczyła 455 mieszkańców. Jest położona 43 km na wschód od Chanii, około 22 km na zachód od Retimna i około 100 km od Heraklionu. Nazwana na cześć księcia Jerzego, wysokiego komisarza wyspy w ostatnich latach okupacji Imperium osmańskiego.
Jeorjupoli jest położone przy zatoce Almiros nad Morzem Kreteńskim, z przylądkiem Drapano i skalistym wybrzeżem na zachód oraz piaszczystymi plażami ciągnącymi się w kierunku Retimna na wschód. Przez miasto przepływają trzy rzeki wpadające do morza; największa z nich, Almiros, tworzy mały port dla kutrów i łodzi turystów. Dawna rybacka wioska obecnie przekształciła się w miejscowość turystyczną.
Około 4 km od miasta znajduje się jezioro Kurnas – jedyny słodkowodny zbiornik na wyspie.

## Gmina
Jeorjupoli było największą miejscowością gminy o tej samej nazwie. Ratusz gminy znajdował się w Kawros-Kurnas. Od czasu wyborów w 2006 burmistrzem był Ferdinandos Marikakis. Z dniem 1 stycznia 2011 roku gmina Jeorjupoli weszła w skład gminy Apokoronas.